# Pearls of Passion
Pearls of Passion är den svenska popduon Roxettes debutalbum, som släpptes i oktober 1986.
Albumet utkom ursprungligen bara i Skandinavien och Kanada. En internationell nyutgåva släpptes på CD 1997, då med flera bonusspår.

## Bakgrund
Flera av låtarna fanns redan som demoinspelningar med svenska texter för ett kommande tredje soloalbum av Gessle. Skepp utan Roder, där den svenska texten skrevs av Ingela Pling Forsman, blev "From One Heart To Another" som även hade skickats till Melodifestivalen, men kom inte med. Svarta Glas blev Neverending Love, Som i en dröm blev "So Far Away", En Känsla av en Kvinna blev "Call of the Wild", Jag Älskar (jag tror inte hon förstår) blev "Surrender", Dansar nerför ditt stup i rekordfart blev "Soul Deep", Farväl till dig blev "Goodbye To You". Flera av demoinspelningarna finns tillgängliga på samlingsboxalbumet The Per Gessle Archives (A Lifetime Of Songwriting) som släpptes 2014.

## Låtlista
1. Soul Deep (3:36)
2. Secrets That She Keeps (3:40)
3. Goodbye To You (3:59)
4. I Call Your Name (3:35)
5. Surrender (4:19)
6. Voices (4:41)
7. Neverending Love (3:26)
8. Call of the Wild (4:28)
9. Joy of a Toy (3:02)
10. From One Heart To Another (4:07)
11. Like Lovers Do (3:21)
12. So Far Away (5:15)

### Bonuslåtar på CD-utgåvan 1997:
- Pearls of Passion
- It Must Have Been Love (Christmas For The Broken-Hearted)
- Turn to Me
- Neverending Love [Tits & Ass demo / 1986]
- Secrets That She Keeps [Tits & Ass demo / 1986]
- I Call Your Name [Montezuma Demo / 26.07.86]
- Neverending Love [Frank Mono-Mix / 1987]
- I Call Your Name [Frank Mono-Mix / 1987]

### Singlar
- Neverending Love: [juli 1986]
  1. Neverending love
  2. Neverending Love (Love Mix)

- Goodbye To You: [december 1986]
  1. Goodbye To You
  2. So Far Away

- Soul Deep: [februari 1987]
  1. Soul Deep (7" remix)
  2. Pearls Of Passion

- I Call Your Name: [januari 1988, endast släppt i Tyskland]
  1. I Call Your Name (7" remix)
  2. Surrender

## Medverkande
- Sång – Per Gessle och Marie Fredriksson
- Trummor – Pelle Alsing
- Bas – Tommy Cassemar
- Gitarrer – Jonas Isacsson
- Keyboards – Clarence Öfwerman
- Text – Per Gessle på alla spår, utom:

"So Far Away": Per Gessle med Hasse Huss
- Musik – Per Gessle, förutom följande:

"Voices": Musik av Marie Fredriksson och Per Andersson
"Joy of a Toy": Musik av Per Gessle och Mats "MP" Persson
"Turn to Me": Musik av Marie Fredriksson
Producerad och arrangerad av Clarence Öfwerman.
Inspelning och mix Alar Suurna
Alla sånger publicerade av Jimmy Fun Music, förutom 
 "From One Heart To Another": Sweden Music AB,

"Voices" och "Turn To Me": Shock the Music/Jimmy Fun Music, och

"Soul Deep": Happy Accident Music

## Listplaceringar
| Lista (1986-1987, 1997) | Position |
| ----------------------- | -------- |
| Sverige                 | 2        |

### Fotnoter
1. 1 2  ”Roxette”. Arkiverad från originalet den 24 augusti 2011. https://web.archive.org/web/20110824031633/http://www.roxette.se/discography.php. Läst 10 juni 2011.
2. ↑  ”dailyroxette/pearls-of-passion-lp/”. https://www.dailyroxette.com/pearls-of-passion-lp/. Läst 21 januari 2025.
3. ↑  ”dailyroxette.”. https://www.dailyroxette.com/pearls-of-passion-the-first-album-cd/. Läst 15 november 2024.
4. ↑  ”per-gessle-demo-cassettes-teac-at-home-no-1-2-3/”. http://roxetteblog.com/2022/03/16/per-gessle-demo-cassettes-teac-at-home-no-1-2-3/. Läst 21 januari 2024.
5. ↑  ”per-gessle-archives”. https://www.dailyroxette.com/per-gessle-archives/. Läst 21 januari 2025.
6. ↑  ”complete-list-of-tracklists-in-the-per-gessle-archives/”. http://roxetteblog.com/2014/08/12/complete-list-of-tracklists-in-the-per-gessle-archives/. Läst 21 januari 2025.
7. ↑  ”per-gessle-slapper-jattebox”. https://www.svd.se/a/d08dd3cd-5248-3ad5-9f68-e3a5c6557c56/per-gessle-slapper-jattebox. Läst 21 januari 2025.
8. ↑  Listplacering